# Các lãnh thổ tranh chấp ở Bắc Iraq

Biên giới của vùng Kurdistan (tranh chấp)
Vùng Kurdistan
Lãnh thổ không được công nhận
Lãnh thổ phe khác đòi và kiểm soát
Lãnh thổ phe khác đòi
Phần còn lại của Iraq

Các vùng lãnh thổ tranh chấp ở miền Bắc Iraq là các khu vực được định nghĩa trong Điều 140 của Hiến pháp Iraq như là bị ả rập hóa trong thời kỳ đảng Baath cai trị ở Iraq. Hầu hết các khu vực này trước đây đã có người ở không phải là Ả Rập, đặc biệt là người Kurd và người Assyria, và sau đó được Ả Rập hóa bằng cách di chuyển và định cư các bộ lạc Ả Rập vào khu vực.
Các khu vực tranh chấp là mối quan tâm cốt lõi của người Ả Rập và người Kurd, đặc biệt kể từ cuộc xâm chiếm của Hoa Kỳ và tái cơ cấu chính trị vào năm 2003. Người Kurd đã chiếm lãnh thổ phía Nam Iraq Kurdistan sau cuộc xâm chiếm do Hoa Kỳ dẫn đầu vào năm 2003 để lấy lại đất họ coi là về lịch sử là của họ.
Hiện nay, ngoài bốn tỉnh hiện tại trong vùng Kurdistan thuộc Iraq (Erbil, Dahuk, Halabja và Sulaymaniyah), người Kurd kiểm soát các phần của tỉnh Nineveh, Kirkuk, Salah ad Din và Diyala; Mặt khác, chính phủ Iraq cũng kiểm soát các phần khác của bốn tỉnh này, một số phần người Kurd cũng tuyên bố chủ quyền. Tuy nhiên, trong cuộc tấn công ISIL năm 2014, lực lượng Iraq Kurdistan cũng đã chiếm nhiều lãnh thổ tranh chấp.

## Căng thẳng giữa Iraq và Iraq Kurdistan vào năm 2012
Căng thẳng giữa Iraq Kurdistan và chính phủ trung ương Iraq tăng lên trong giai đoạn 2011-2012 về các vấn đề chia sẻ quyền lực, sản xuất dầu và kiểm soát lãnh thổ. Vào tháng 4 năm 2012, Masoud Barzani, chủ tịch Kurdistan bán tự trị, yêu cầu các quan chức đồng ý với yêu cầu của họ hoặc phải đối mặt với một cuộc ly khai khỏi Baghdad vào tháng 9 năm 2012.
Vào tháng 9 năm 2012, chính phủ Iraq đã ra lệnh cho Chính phủ khu vực Kurdistan chuyển giao quyền lực của mình đối với Peshmerga cho chính quyền trung ương và các mối quan hệ đã bị căng thẳng hơn nữa bằng việc thành lập trung tâm chỉ huy mới (Tigris Operation Command) cho các lực lượng Iraq hoạt động trong một khu vực tranh chấp mà cả Baghdad và KRG đều tuyên bố chủ quyền.
Vào ngày 16 tháng 11 năm 2012, một cuộc đụng độ quân sự giữa quân đội Iraq và Peshmerga dẫn tới một người bị giết. CNN tường thuật có hai người thiệt mạng (một trong số đó là một người lính Iraq) và 10 người bị thương trong vụ đụng độ tại thị trấn Tuz Khurmato.
Vào đêm ngày 19 tháng 11, các cuộc đụng độ giữa các lực lượng an ninh của chính phủ trung ương Iraq và các lực lượng KRG ở Tigrit đã khiến 12 lính Iraq và một người dân chết, theo hãng tin Doğan.. Vụ đụng độ nổ ra khi lính Iraq cố gắng vào bắc Iraq; peshmargas cố gắng để ngăn chặn những người lính Iraq xâm nhập vào khu vực theo chỉ thị của Barzani . Vào ngày 25 tháng 11, có tin người Kurd ở Iraq đã phái các nhóm yểm trợ tới một khu vực tranh chấp, nơi quân đội của họ tham gia vào một cuộc xung đột với quân đội Iraq, bất chấp những lời kêu gọi đối thoại để trấn an tình hình.